# بوعیشون
بوعیشون (به عربی: بوعیشون) یک شهرداری در الجزایر است که در استان مدیه واقع شده‌است. بوعیشون ۴٬۰۳۶ نفر جمعیت دارد.